# 村野ひな
村野 日南（むらの ひな、本名・村野 涼子、1972年4月30日 - ）は、元秋田放送のフリーアナウンサー。香川県丸亀市出身。香川県立善通寺第一高等学校、お茶の水女子大学卒。元エムスタ・ナレータープロダクション所属。

## 人物・来歴
秋田放送アナウンサー時代は村野 涼子（むらの りょうこ）名義でズームイン!!朝!の秋田担当リポーターとして出演していた。2000年に退社しフリーランスに転向。2005年初旬からは古巣・秋田放送のテレビ『ワイドゆう』のリポーターを務めたことがある。
特技は社交ダンスで、JBDF東北選手権D級4位（ラテン）の資格も持っている。
2013年時点では、東京・銀座に所在のバー『日南』のオーナー（ママ）として働いている。

## 出演経歴
- ABSワイドゆう
- 片岡鶴太郎の土曜日は鶴日和（文化放送）
- 生活ほっとモーニング（リポーター）
- ズームイン!!朝!（秋田担当中継リポーター）
- いまどき!!ごはん!（インフォマーシャル）
- ミスタードーナツ・Misdo Club Music Station （MC）